# Laze nad Krko
Laze nad Krko so naselje v Občini Ivančna Gorica.